# Almknotterskinn
Almknotterskinn (Xylodon pruni) är en svampart som först beskrevs av Wilhelm Gottfried Lasch, och fick sitt nu gällande namn av Hjortstam & Ryvarden 2007. Almknotterskinn ingår i släktet Xylodon och familjen Schizoporaceae.  Arten är reproducerande i Sverige. Inga underarter finns listade i Catalogue of Life.